# Eleição municipal de Blumenau em 2020
A eleição municipal de Blumenau em 2020 foi realizada em dois turnos, o primeiro ocorreu no dia 15 de novembro e o segundo em 29 de novembro do mesmo ano. A cidade foi às urnas para eleger um prefeito, um vice-prefeito e 15 vereadores no município de Blumenau, no estado de Santa Catarina, no Brasil. O prefeito titular, Mário Hildebrandt, do PODE, vice-prefeito eleito em 2016 pelo PSB, assumiu o cargo em 25 de abril de 2018 com a renúncia do titular Napoleão Bernardes (PSDB) para disputar a eleição estadual de Santa Catarina naquele ano. Hildebrandt foi reeleito no segundo turno com 72,10% dos votos válidos, disputando com João Paulo Kleinübing, do DEM, que obteve 27,90% dos votos. Para o Legislativo Municipal, o candidato mais votado foi o vereador eleito Bruno Cunha, do Cidadania, que recolheu 4.892 votos (3,13% dos votos válidos).
A partir deste pleito, algumas mudanças da Emenda Constitucional nº 97, de 2017, são postas em prática, como a proibição da celebração de coligações partidárias para os cargos proporcionais.

## Pandemia de COVID-19
A pandemia de COVID-19 no Brasil obrigou os partidos a repensarem suas estratégias de pré-campanha. O Tribunal Superior Eleitoral autorizou os partidos a realização de convenções para escolha de candidatos por meio de plataformas digitais de transmissão, para evitar aglomerações que pudessem proliferar o coronavírus. Alguns partidos recorreram a mídias digitais para lançar suas pré-candidaturas. 
Originalmente, as eleições ocorreriam em 4 de outubro (primeiro turno) e 25 de outubro (segundo turno, caso necessário), porém, com o agravamento da pandemia de COVID-19 no Brasil, as datas foram modificadas.

## Candidaturas
Nota: a tabela a seguir está organizada por ordem alfabética de candidatos.
| Candidato             | Partido | Partido   | Vice                  | Partido | Partido   | Coligação                                                           |
| --------------------- | ------- | --------- | --------------------- | ------- | --------- | ------------------------------------------------------------------- |
| Ana Paula Lima        |         | PT        | Vanderlei de Oliveira |         | PT        | Blumenau do trabalho e do cuidado PT PV                             |
| Debora Arenhart       |         | Cidadania | Giba da Silva         |         | Cidadania | Sem coligação                                                       |
| Georgia Faust         |         | PSOL      | Joel Rodrigo          |         | PSOL      | Sem coligação                                                       |
| Ivan Naatz            |         | PL        | Hermes Soethe         |         | PL        | Sem coligação                                                       |
| Binho Santos          |         | PRTB      | Fabio de Lima         |         | PRTB      | Aliança por Blumenau PRTB PTB                                       |
| João Natel Pollonio   |         | PDT       | Jussara Inácio        |         | PDT       | Blumenau mais humana PDT PSB                                        |
| João Paulo Kleinübing |         | DEM       | Ronaldo Baumgarten    |         | DEM       | Pra frente, Blumenau! DEM PSD PP                                    |
| Mário Henrique Kato   |         | PCdoB     | Gianini Morastoni     |         | PCdoB     | Sem coligação                                                       |
| Mário Hildebrandt     |         | PODE      | Maria Regina Soar     |         | PSDB      | Blumenau, o futuro é agora PODE PSDB MDB Republicanos Solidariedade |
| Odair Tramontin       |         | NOVO      | Darci Debastiani      |         | NOVO      | Sem coligação                                                       |
| Ricardo Alba          |         | PSL       | Emil Chartouni        |         | PSL       | Blumenau firme e forte PSL DC PSC PROS Patriota                     |
| Wanderlei Laureth     |         | Avante    | Rosangela Cassenote   |         | Avante    | Sem coligação                                                       |

## Pesquisas eleitorais

### 2º Turno
| Fonte            | Data(s) conduzidas | Amostragem | Hildebrandt PODE | Kleinübing DEM | Branco Nulo | Abst. Indec. | Vantagem |     |       |       |      |      |       |
| ---------------- | ------------------ | ---------- | ---------------- | -------------- | ----------- | ------------ | -------- | --- | ----- | ----- | ---- | ---- | ----- |
| Fonte            | Data(s) conduzidas | Amostragem | Paraná Pesquisas | 20-22 Out      | Branco Nulo | Abst. Indec. | Vantagem | 640 | 59,2% | 24,7% | 8,8% | 7,3% | 34,5% |
| Paraná Pesquisas | 25-27 Out          | 660        | 61,1%            | 24,5%          | 7,4%        | 7,0%         | 36,6%    |     |       |       |      |      |       |

### 1º Turno
| Fonte            | Data(s) conduzidas | Amostragem | Hildebrandt PODE | Kleinübing DEM | Alba PSL | Naatz PL | Lima PT | Tramontin Novo | Outros | Branco Nulo | Abst. Indec. | Vantagem |      |      |      |      |       |       |       |
| ---------------- | ------------------ | ---------- | ---------------- | -------------- | -------- | -------- | ------- | -------------- | ------ | ----------- | ------------ | -------- | ---- | ---- | ---- | ---- | ----- | ----- | ----- |
| Fonte            | Data(s) conduzidas | Amostragem | Paraná Pesquisas | 17-20 Out      | 610      | 33,9%    | 15,7%   | 7,2%           | Outros | Branco Nulo | Abst. Indec. | Vantagem | 5,1% | 4,9% | 4,4% | 6,7% | 11,6% | 10,5% | 18,2% |
| Paraná Pesquisas | 8-11 Nov           | 660        | 33,2%            | 15,2%          | 8,9%     | 5,0%     | 3,2%    | 11,2%          | 5,5%   | 9,7%        | 8,8%         | 18,0%    |      |      |      |      |       |       |       |

## Resultados

### Prefeito
Doze candidatos disputaram o cargo de Prefeito de Blumenau. Os dois candidatos mais votados, Mário Hildebrandt (PODE) e João Paulo Kleinübing (DEM), seguiram para o segundo turno.

#### Primeiro turno
| Candidato(a)                | Vice                         | 1º turno 15 de novembro de 2020 | 1º turno 15 de novembro de 2020 |
| Candidato(a)                | Vice                         | Total                           | Percentagem                     |
| --------------------------- | ---------------------------- | ------------------------------- | ------------------------------- |
| Mário Hildebrandt (Podemos) | Maria Regina Soar (PSDB)     | 68 222                          | 42,53%                          |
| João Paulo Kleinübing (DEM) | Ronaldo Baumgarten (DEM)     | 24 957                          | 15,56%                          |
| Odair Tramontin (Novo)      | Darci Debastiani (Novo)      | 22 846                          | 14,24%                          |
| Ricardo Alba (PSL)          | Emil Chartouni (PSL)         | 17 487                          | 10,90%                          |
| Ana Paula Lima (PT)         | Vanderlei de Oliveira (PT)   | 8 359                           | 5,21%                           |
| Ivan Naatz (PL)             | Hermes Soethe (PL)           | 7 227                           | 4,51%                           |
| João Natel Pollonio (PDT)   | Jussara Inácio (PDT)         | 4 497                           | 2,80%                           |
| Georgia Faust (PSOL)        | Joel Rodrigo (PSOL)          | 2 960                           | 1,85%                           |
| Debora Arenhart (Cidadania) | Giba da Silva (Cidadania)    | 1 310                           | 0,82%                           |
| Jairo Santos (PRTB)         | Binho Santos (PRTB)          | 1 206                           | 0,75%                           |
| Mário Henrique Kato (PCdoB) | Gianini Morastoni (PCdoB)    | 1 071                           | 0,67%                           |
| Wanderlei Laureth (Avante)  | Rosangela Cassenote (Avante) | 264                             | 0,16%                           |
| Total de votos válidos      | Total de votos válidos       | 160 406                         | 89,04%                          |
| → Votos em branco           | → Votos em branco            | 7 493                           | 4,16%                           |
| → Votos nulos               | → Votos nulos                | 12 242                          | 6,80%                           |
| Total                       | Total                        | 180 141                         | 100%                            |
| Abstenção                   | Abstenção                    | 66 873                          | 27,07%                          |
| Total de eleitores          | Total de eleitores           | 247 014                         | 100%                            |

#### Segundo turno
No dia 29 de novembro, Mário Hildebrandt foi eleito prefeito de Blumenau com 72,10%.
| Candidato(a)                | Vice                     | 2º turno 29 de novembro de 2020 | 2º turno 29 de novembro de 2020 |
| Candidato(a)                | Vice                     | Total                           | Percentagem                     |
| --------------------------- | ------------------------ | ------------------------------- | ------------------------------- |
| Mário Hildebrandt (Podemos) | Maria Regina (PSDB)      | 108 591                         | 72,10%                          |
| João Paulo Kleinübing (DEM) | Ronaldo Baumgarten (DEM) | 42 026                          | 27,90%                          |
| Total de votos válidos      | Total de votos válidos   | 150 617                         | 88,43%                          |
| → Votos em branco           | → Votos em branco        | 6 226                           | 3,66%                           |
| → Votos nulos               | → Votos nulos            | 13 490                          | 7,92%                           |
| Total                       | Total                    | 170 333                         | 100%                            |
| Abstenção                   | Abstenção                | 76 681                          | 31,04%                          |
| Total de eleitores          | Total de eleitores       | 247 014                         | 100%                            |

### Vereador
Quinze vereadores foram eleitos no dia 15 de novembro de 2020. Entre eles, apenas duas mulheres. O vereador mais votado foi Bruno Cunha (CIDADANIA), com 5.588 votos, ou 3,11%. PSDB e PODE foram os partidos com a maior representação, cada um com dois vereadores.
Posteriormente ao pleito, a Justiça Eleitoral declarou nulos todos os votos recebidos pelo candidato Egídio Beckhauser, do Republicanos. A sua legenda foi responsabilizada pelo descumprimento da legislação eleitoral através da utilização de candidaturas-laranja para driblar as cotas de gênero. Com a perda desses votos, o Republicanos perdeu sua representação na Câmara, e o NOVO aumentou sua bancada para 2 vereadores. Em dezembro de 2022, o primeiro suplente do NOVO, Diego Nasato, tomou posse.
| Partido            | Partido            | Candidato          | Votos   | Porcentagem |
| ------------------ | ------------------ | ------------------ | ------- | ----------- |
|                    | CDN                | Bruno Cunha        | 5.588   | 3,11%       |
|                    | PAT                | Gilson de Souza    | 5.542   | 3,09%       |
|                    | PODE               | Cristiane Loureiro | 5.482   | 3,05%       |
|                    | DEM                | Marcos da Rosa     | 5.292   | 2,95%       |
|                    | REP                | Egídio Beckhauser  | 4.582   | 2,55%       |
|                    | SD                 | Jovino Cardoso     | 3.558   | 1,98%       |
|                    | PL                 | Ito de Souza       | 3.054   | 1,7%        |
|                    | PT                 | Adriano Pereira    | 2.812   | 1,57%       |
|                    | PSDB               | Maurício Goll      | 2.736   | 1,52%       |
|                    | PSL                | Carlos Wagner      | 2.606   | 1,45%       |
|                    | NOVO               | Emmanuel Tuca      | 2.581   | 1,44%       |
|                    | PSDB               | Alexandre Matias   | 2.037   | 1,30%       |
|                    | PSD                | Silmara Miguel     | 4.514   | 2,51%       |
|                    | PODE               | Marcelo Lanzarin   | 2.621   | 1,46%       |
|                    | PP                 | Almir Vieira       | 2.384   | 1,33%       |
| → Votos brancos    | → Votos brancos    | → Votos brancos    | 11.333  | 6,29%       |
| → Votos nulos      | → Votos nulos      | → Votos nulos      | 12.218  | 6,78%       |
| Total apurado      | Total apurado      | Total apurado      | 180 141 | 100%        |
| Abstenção          | Abstenção          | Abstenção          | 66 873  | 27,07%      |
| Total de eleitores | Total de eleitores | Total de eleitores | 247 014 | 100%        |